# Buenavista (Coapilla)
Buenavista es una localidad del estado mexicano de Chiapas. Es parte del municipio de Coapilla.

## Demografía
| Gráfica de evolución demográfica |
|                                  |

| Censo | Población |
| ----- | --------- |
| 1930  | 100       |
| 1940  | 235       |
| 1950  | 223       |
| 1960  | 329       |
| 1970  | 408       |
| 1980  | 159       |
| 1990  | 696       |
| 2000  | 933       |
| 2010  | 1 198     |
| 2020  | 1 501     |